# 理研ベンチャー
理研ベンチャー（りけんベンチャー）は、理化学研究所の研究成果を技術シーズとして起業し、理研から認定されたベンチャー企業群。

## 概要
理化学研究所の研究成果を中核技術として起業し、一定の要件を満たすと理研から理研ベンチャーを認定を受ける。
理研は理研ベンチャーに対して、「理研ベンチャー認定・支援制度」を設けており、一定期間支援を行っている。

## 認定企業
- メガオプト
- メディカルイオンテクノロジー
- ナノメンブレン
- フラクシ
- 先端力学シミュレーション研究所
- トライアルパーク
- インテグレーションテクノロジー
- SR laboratories
- Kokorotics
- ダナフォーム
- インプランタイノベーションズ
- レグイミューン
- タグシクス・バイオ
- 動物アレルギー検査
- 理研ジェネシス
- コンソナルバイオテクノロジーズ
- ヘリオス
- トランスサインテクノロジーズ
- 理研バイオーアルツハイマー病の発症前診断と予防的治療のために
- サイキンソー
- Adipo Medical Technology
- リケナリシス

## 過去に認定されていた企業
- ライテックス
- サイヤ
- レックアールティ
- オーエムケムテック
- インバイオテックス
- カイオム・バイオサイエンス - (理研ベンチャー上場第1号)
- アイサイヴ